# Kohlengrube (Landschaftsschutzgebiet)
Die Kohlengrube ist ein vom Landratsamt Reutlingen am 8. November 1955 durch Verordnung ausgewiesenes Landschaftsschutzgebiet auf dem Gebiet der Stadt Reutlingen.

## Lage
Das nur etwa 1,3 Hektar große Landschaftsschutzgebiet liegt östlich des Stadtteils Bronnweiler am Kohlgrubenbächle. Es gehört zum Naturraum Mittleres Albvorland.

## Landschaftscharakter
Es handelt sich um eine bewaldete Klinge, die das Kohlgrubenbächle in den anstehenden Mitteljura der Wedelsandstein-Formation gegraben hat. Der Bach läuft teilweise über Braunjuraschieferplatten. Im naturnahen Waldbestand sind teils auffallend große Traubenkirschen zu finden.